# WASP-8
WASP-8は、ちょうこくしつ座にある連星系である。

## 星系
主星のWASP-8 Aは、9.9等級のG型主系列星。表面温度は5,600K、質量及び半径は太陽より若干大きく、光度は太陽の0.79倍である。
伴星のWASP-8 Bは、15等のM型星。表面温度は3,700Kと推定される。固有運動を調べたところ、WASP-8 Aと一緒に運動しており、力学的に結びついた連星であると考えられる。年周視差と離角から、実際のWASP-8 AとBの距離はおよそ430AUと推定される。

## 惑星系

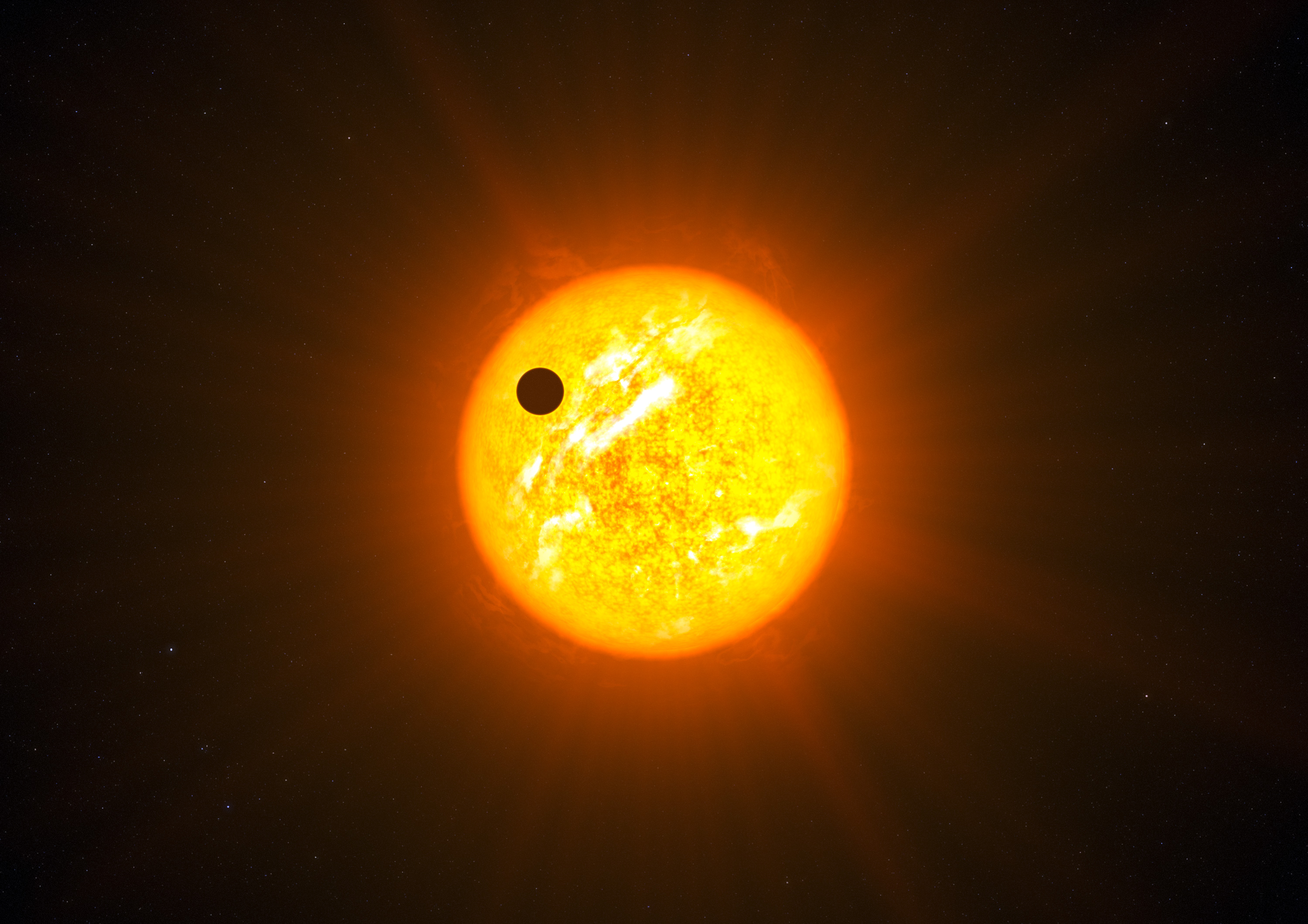
WASP-8bの想像図

2008年、スーパーWASP計画の観測により、この恒星の周りを公転している太陽系外惑星WASP-8bが発見された。この惑星はトランジット法によって発見された。WASP-8は恒星から0.08AU離れた軌道をわずか8日で公転している、典型的なホット・ジュピターである。さらに、2014年には、WASP-8bよりはるかに外側に、新たにWASP-8cが発見された。WASP-8bとは違い、発見方法が視線速度法の為、直径については不明である。
| 名称 （恒星に近い順） | 質量      | 軌道長半径 （天文単位） | 公転周期 (日) | 軌道離心率 | 軌道傾斜角 | 半径     |
| --------------------- | --------- | ----------------------- | ------------- | ---------- | ---------- | -------- |
| b                     | 2.244 MJ  | 0.0801                  | 8.158715      | 0.3100     | 88.55°     | 1.038 RJ |
| c                     | > 9.45 MJ | 5.28                    | 4,323         | 0.0        | —          | —        |